# Cambra de Representants de Bòsnia i Hercegovina
La Cambra de Representants de Bòsnia i Hercegovina (bosnià: Predstavnički Dom, croat: Zastupnički Dom i serbi: Представнички Дом), és una de les dues cambres de l'Assemblea Parlamentària de Bòsnia i Hercegovina, juntament amb la Cambra dels Pobles de Bòsnia i Hercegovina.
La Cambra de Representants de Bòsnia i Hercegovina es compon de 42 membres que són elegits per llistes de partits en representació proporcional. 28 membres són elegits de la Federació de Bòsnia i Hercegovina, i 14 de la República Sèrbia. Els membres són elegits per períodes de quatre anys. La nova cambra va ser elegida després de les eleccions d'1 d'octubre de 2006.

## Presidents de la Cambra de Representants de Bòsnia i Hercegovina
1. Ivo Lozančić (3 de gener de 1997 - 16 de setembre de 1997)
2. Slobodan Bijelić (16 de setembre de 1997 - maig de 1998)
3. Halid Genjac (maig de 1998 - agost de 1999)
4. Mirko Banjac (agost de 1999 - 29 de febrer de 2000)
5. Pero Skopljak (29 de febrer de 2000 - 29 de desembre de 2000)
6. Sead Avdić (29 de desembre de 2000 - 29 d'agost de 2001)
7. Željko Mirjanić (29 d'agost de 2001 – abril de 2002)
8. Mariofil Ljubić (abril de 2002 - 3 de desembre de 2002)
9. Šefik Džaferović (9 de desembre de 2002 – 8 d'agost de 2003)
10. Nikola Špirić (8 d'agost de 2003 – 8 d'abril de 2004)
11. Martin Raguž (8 d'abril de 2004 – 8 de desembre de 2004)
12. Šefik Džaferović (8 de desembre de 2004 – 8 d'agost de 2005)
13. Nikola Špirić (8 d'agost de 2005 – 8 d'abril de 2006)
14. Martin Raguž (8 d'abril de 2006 – gener de 2007)
15. Beriz Belkić (11 de gener de 2007 – 11 de setembre de 2007)
16. Milorad Živković (11 de setembre de 2007 – 13 de gener de 2008)
17. Niko Lozančić (13 de gener de 2008 – 12 de gener de 2009)
18. Beriz Belkić (12 de gener de 2009 -)